# Cochenillerot A
Cochenillerot A ist ein roter wasserlöslicher Azofarbstoff, der als Lebensmittelfarbstoff (E 124) Verwendung findet. Er ist ein Surrogat für echte Cochenille und besitzt strukturelle Ähnlichkeit mit Amaranth (E 123).

## Herstellung
Cochenillerot A erhält man durch Diazotierung von 4-Aminonaphthalin-1-sulfonsäure und Azokupplung auf 7-Hydroxynaphthalin-1,3-disulfonsäure.

## Eigenschaften
Cochenillerot ist ein leuchtend scharlachroter, lichtechter, hitze-, alkali- und säurebeständiger Azofarbstoff, welcher gut löslich in Wasser ist. Er ist stabil gegen Fruchtsäuren.

## Verwendung
Cochenillerot wird für spanische Chorizo-Wurst, Lachsersatz, Getränke, Brausen, Süßwaren, Fruchtgelees, in Konfitüren und Marmeladen (bis max. 100 mg/kg), in Käseüberzügen und als Farblack für Dragees verwendet. Auch künstliches Blut in Film- und Theaterproduktionen enthält diesen Farbstoff.
Weitere Produkte, in denen traditionell Cochenillerot enthalten war oder noch ist:
- Trinkjoghurt Erdbeer
- Bubble Teas
- Schaumwaffeln
- Fruchtgummis („Gummibärchen“)
- „Englischer Früchtekuchen“ (Fassbender)
- Chlorhexamed Mundspüllösung
- Halstabletten
- Seelachsschnitzel (Lachsersatz)
- Medikamente wie ACE-Hemmer oder im Harnwegsantibiotikum Nitroxolin forte
- Hautdesinfektionsmittel, nachgefärbt (wird häufig zur Desinfektion vor Operationen verwendet)
- Cocktailkirschen
- Götterspeise
- Aperol

Cochenillerot A ist für Bio-Produkte verboten. Sie werden stattdessen z. B. mit Aroniasaftkonzentrat gefärbt.

## Gesundheitliche Aspekte
Aufgrund der chemischen Struktur (Azofarbstoff) besteht der Verdacht auf Auslösung von Pseudoallergien, besonders bei Personen, die empfindlich auf ASS oder Benzoesäure/Natriumbenzoat (E 210 bzw. E 211) reagieren.

## Rechtliche Situation
In der Europäischen Union ist Cochenillerot A ein für bestimmte Lebensmittel unter Bedingungen zugelassener Zusatzstoff. Unter Ausnahme von Getränken mit mehr als 1,2 % Alkohol müssen Lebensmittel, denen E124 zugesetzt ist, zusätzlich zu diesem Hinweis mit der Angabe „Kann Aktivität und Aufmerksamkeit von Kindern beeinträchtigen“ gekennzeichnet sein.
In der Europäischen Union ist Cochenillerot A nach der Verordnung (EG) Nr. 1333/2008 für bestimmte Lebensmittel wie feine Backwaren, Süßwaren oder Speiseeis (je bis zu 50 mg/kg), kandierte Früchte (bis 200 mg/kg), Lachsersatz (bis 500 mg/kg) oder viele Getränke, für Suppen oder Analogfleisch zugelassen, nicht aber für Wurst – außer für Chorizo, Salchichon, Sobrasada und essbare Wursthüllen. Daher ist das unzulässige, also verbotene Röten von Fleisch oder Fleischerzeugnissen wie Wurst mit E 124 insbesondere zur Vortäuschung höherer Frische ebenso wie das Inverkehrbringen solcher Erzeugnisse (ohne ausreichende Kennzeichnung) hier eine Straftat.
In der Schweiz ist die Verwendbarkeit als Farbstoff für Lebensmittel in der Zusatzstoffverordnung (ZuV) bis hin zur Bezifferung der Kategorien weitgehend ebenso wie in der EU geregelt. Wie etwa bei kandierten Früchten (bis 10 mg/kg) oder Lachsersatz (bis 200 mg/kg) sind die zulässigen Höchstmengen jedoch teils strenger.
In den USA ist der Einsatz in Lebensmitteln nicht zugelassen.
Zum 1. Juni 2013 wurde die erlaubte Tagesdosis von bisher maximal 4 mg/kg Körpergewicht auf 0,7 mg/kg Körpergewicht gesenkt.